# NGC 6905
NGC 6905 هي مجرة تتبع كوكبة الدلفين. اكتشفها ويليام هيرشل في 1784.

## روابط خارجية
- NGC 6905 على موقع ويكي سكاي: DSS2, SDSS, GALEX, IRAS, Hydrogen α, X-Ray, Astrophoto, Sky Map, Articles and images